# Carl Adler (Jurist)
Carl Adler (* 20. August 1823 in Speyer; † 16. Februar 1896 in Bad Dürkheim, Pfalz) war ein deutscher Jurist und Politiker in Bayern.

## Werdegang
Adler studierte an mehreren deutschen Universitäten Rechtswissenschaften und legte 1849 die Staatsprüfung ab. Da er aber an der Pfälzischen Revolution von 1848/49 teilgenommen hatte, wurde er weder als Advokat noch als Notar in den Staatsdienst übernommen. Auch die antisemitische Einstellung der reaktionären pfälzischen Regierung war ein Grund für die Ablehnung, denn Adler war Jude.
Deshalb war er zunächst als Lehrer in Hamburg und Frankfurt am Main tätig, später arbeitete er als Bankbeamter. In Bayern ließ sich Adler dann Ende der 1860er Jahre als Rechtsanwalt in Bayreuth nieder und ging anschließend nach Würzburg und nach München.
1869 trat er als Mitglied der liberalen Fortschrittspartei für den Wahlkreis Speyer-Landau zur Wahl des 24. bayerischen Landtags an. In der Kammer der Abgeordneten engagierte er sich dann in den folgenden fünf Jahren vor allem in volkswirtschaftlichen Fragen und saß in mehreren Ausschüssen und Kommissionen.
Von 1874 bis 1882 war er Notar in Freinsheim und wechselte Ende Februar 1882 nach Bad Dürkheim, wo er 1896 verstarb.

## Privates
Am 27. November 1861 heiratete Carl Adler in Hamburg Emilie Friedländer, geboren am 3. Oktober 1835 in Hamburg, verstorben am 18. April 1909 in Kaiserslautern. Sie hatten die folgenden gemeinsamen Kinder:
- Rudolf, geboren am 19. April 1857 in Heidelberg
- Berthold, geboren am 20. Januar 1863 in München, verstorben am 13. Februar 1925 in Zweibrücken. Er war in Frankenthal als II. Staatsanwalt tätig, verzog am 1. Juli 1911 von Frankenthal nach Nürnberg, zuletzt war er Kgl. Oberlandesgerichtsrat in Zweibrücken
- Gottfried, geboren am 20. März 1867 in München
- Karoline, geboren am 20. Mai 1872 in Würzburg

## Sonstiges
Ein hohes Ansehen erwarb Adler sich als juristischer Autor und mit Übersetzungen nationalökonomischer Schriften aus der französischen und amerikanischen Fachliteratur. Auch an der Gründung des Arbeiter-Bildungsvereins und des volkswirtschaftlichen Vereins in München war er beteiligt.

## Übersetzungen
- Henry Charles Carey: Die Grundlagen der Socialwissenschaft. Unter Mitwirkung von H. Huberwald hrsg. von Carl Adler. 2 Bände. Fleischmann, München 1863.
- Henry Charles Carey: Briefe über schriftstellerisches Eigenthum. Eichhoff, Berlin 1866.
- Henry Charles Carey: Lehrbuch der Volkswirthschaft und Socialwissenschaft.  Fleischmann, München 1866.
- Henry Charles Carey: Wirthschaftspolitische Rückblicke auf die letzten zehn Jahre. Fleischmann, München 1868.